# Angela Ganninger
Angela Ganninger (n. 19 iunie 1965, Königstein im Taunus, Republica Federală Germania) este o diplomată germană.

## Biografie
După absolvirea liceului în 1984, Ganninger a făcut studiile pregătitoare pentru serviciul diplomatic și consular până în 1987. Ulterior a fost diplomat în cadrul Secției Juridice și Consulare de la, Ambasada Germaniei la Nicosia, Cipru. Până în 1998 a studiat economia la universitățile din Hagen și Konstanz și a absolvit studiile pregătitoare pentru Serviciul diplomatic și consular superior. În perioada 1998-2000 a fost consilier în cadrul Direcției de Comunicare a Ministerului Federal al Afacerilor Externe, appoi din 2000 până în 2002 a fost consilier la Ambasada Germaniei la Abidjan (Coasta de Fildeș) și din 2002 până în 2005 a fost consilier politic și de protocol la Ambasada Germaniei la Tel Aviv (Israel). Ulterior a fost angajată la Ministerul Federal al Afacerilor Externe. Din 2012 până în 2014 ea a fost ambasadoare adjunctă pe lângă Comitetul pentru politică și politică de securitate la Reprezentanța permanentă a Germaniei pe lângă UE, Bruxelles. 2014-2018 a fost director al direcției pentru Relația cu Europa, Asia Centrală și Caucazul de Sud, Administrația prezidențială federală.
În anul 2018, Angela Ganninger a fost numită în funcția de ambasador al Republicii Federale Germania la Chișinău. A rămas în Republica Moldova până în 2022. Ulterior a fost consilier-adjunct pe probleme de politică externă și Director al Direcției Afaceri globale, Africa Subsahariană, politica de dezvoltare, politica externă privind migrația la Cancelaria Federală din Berlin. Din 2025 este ambasador al Republicii Federale Germania la București, România.
În 2022, ea a fost decorată cu Ordinul de Onoare al Republicii Moldova.